# Beraba limpida
Beraba limpida är en skalbaggsart som beskrevs av Martins 1997. Beraba limpida ingår i släktet Beraba och familjen långhorningar.
Artens utbredningsområde är Venezuela. Inga underarter finns listade.